# تفاح الحباري
تفاح الحباري هي حكاية من التراث المحكي المغربي. تروي الحكاية عن معاناة امرأة عاقر تبحث عن دواء بعد أن فقدت الأمل في حكماء زمانها، فيصف لها أحدهم فوائد التفاح الحباري العجيبة النادرة.